# Бонак (Кантал)
Бонак (фр. Bonnac) насеље је и општина у централној Француској у региону Оверња, у департману Кантал која припада префектури Сен Флур.
По подацима из 2011. године у општини је живело 168 становника, а густина насељености је износила 7,43 становника/km². Општина се простире на површини од 22,6 km². Налази се на средњој надморској висини од 680 метара (максималној 1.007 m, а минималној 560 m).

## Демографија
| 1962. | 1968. | 1975. | 1982. | 1990. | 1999. | 2011. |
| ----- | ----- | ----- | ----- | ----- | ----- | ----- |
| 240   | 277   | 234   | 175   | 170   | 158   | 168   |

График промене броја становника у току последњих година